# 상고정가
《상고정가》(上古情歌)는 2017년 방송되었던 중국의 드라마이다.

## 소개
- 인간과 신족이 어울려 살던 시대, 서로 닿을 수 없는 위치에 두 남녀의 맹목적이고 숭고한 사랑 이야기

## 등장 인물
- 빅토리아 - 목청막 역
- 황샤오밍 - 적운 역
- 성일륜 - 릉운성룬 역
- 장려 (张俪) - 현목운상 역
- 적천림 (翟天临) - 선양욱진 역
- 라운희 - 선양지약 역
- 우첸 - 역리 역
- 심태 (沈泰) - 경시 역